# Жилинская, Ядвига
Ядвига Жилинская (пол. Jadwiga Żylińska; 17 августа 1910, Бреслау, Германская империя — 25 апреля 2009, Варшава) — польская писательница, сценаристка, прозаик, эссеист, автор исторических романов, радиопостановок и пьес.

## Биография
Родилась 17 августа 1910 года в Бреслау. Дочь Казимира Михальского (?—1956), военного врача, участника Великопольского восстания. Детство провела в Остшешуве и Оструве-Велькопольском, где окончила гимназию. В 1935 году окончила факультет английской филологии Познанского университета.
Вышла замуж за Виктора Жилинского и некоторое время жила в его имении Салопятишки в Новогрудке. С 1946 года постоянно проживала в Варшаве; давала уроки английского языка. С 1951 года работала на польском радио.
С 1948 по 1983 г. — член Союза польских литераторов, с 1964 года — Польского ПЕН-клуба (в 1972—1976 годах входила в состав его руководства), в 1993 году стала лауреатом премии Польского ПЕН-клуба.
Была также членом Товарищества польских писателей (пол. Stowarzyszenie Pisarzy Polskich).
Награждена рыцарским крестом ордена Возрождения Польши. В Острув-Велькопольски есть улица её имени.
Умерла в Варшаве 25 апреля 2009 года.

## Творчество
Литературный дебют Я. Житинской состоялся в 1931 году книгой сказок с собственными иллюстрациями под названием «Królewicz grajek». В 1939 году получила первую премию на конкурсе, организованном издательством «Bluszcz», за свой рассказ «Spotkanie». Сотрудничала с варшавскими журналами и газетами «Tydzień», «Moda i Życie Praktyczne», «Przekrój», «Odra» и с самого основания журналом «Tygodnik Powszechny» (Краков).
Автор исторических романов, посвященных преимущественно польскому Средневековью. Писала сказочно-исторические рассказы по мотивам скандинавских саг, истории позднего неолита и бронзового века. Самая известная её книга — «Золотое копье». В книге «Жрицы, амазонки, колдуньи: повесть конца неолита и эпохи бронзы 6500-1150 до н. э.» автор рассказывает об обществе, в котором женщины и мужчины жили в гармонии.
Я. Жилинская — также автор многих книг для детей и молодежи, таких как «Судебная тайна» или «Рассказы о Геракле».
В связи со своим двадцатилетием «Tygodnik Powszechny» так писал о своем авторе: 

«Её владения очень обширны — как в пространстве, так и во времени: от Скандинавии до Крита, от Ирландии до греческих полисов в сердце Азии, от неолитического поселения, найденного в Анатолии, до Польши XX века. Она ведет нас по эпохам и культурам, показывая разнообразие и единство европейского мира, а её герои, особенно героини, становятся для нас кем-то близким, будь то древняя королева-жрица, или дочь вождя гуннов Аттилы, или рыцари и князья эпохи Пястов».
По рассказу и сценарию писательницы режиссёр В. Е. Хас в 1961 году снял фильм «Расставание» (пол. Rozstanie).

## Избранная библиография
- - повести
- Złota włócznia (в 2-х томах, 1961),
- Odzyskana korona (1958),
- Piastówny i żony Piastów (1967),
- Gwiazda spadająca (1980),
- Wyspa Dziwnego Żartu (1982),
  - рассказы
- Hervör i bracia (1969),
- Kapłanki, amazonki i czarownice (1972),
- Gra w tarota (1987),
- Spotkania po drugiej stronie lustra (1989),
  - книги воспоминаний
- Dom, którego nie ma (1967),
- Drogi, które prowadzą dalej (1972),
  - произведения для детей и юношества
- Tajemnica Sędziwoja (1962),
- Opowieść o Heraklesie (1973) и др.